# Dimonce
Dimonce (maced. Димонце) – wieś w północno-wschodniej Macedonii Północnej, w gminie Kratowo.